# Alvaro Cerasani
Alvaro Cerasani (Roma, 8 agosto 1925) è un ex pugile italiano, Campione d'Italia e sfidante al titolo europeo dei pesi piuma.

## Biografia

### Gli inizi
Nasce a Roma in zona Alberone e inizia la carriera pugilistica in una delle numerose palestre presenti dell'epoca. Buon dilettante, allievo del maestro romano Quintilio Nobili, esordisce a 19 anni non ancora compiuti a torso nudo nella capitale appena liberata con il suo insegnante anche in veste di procuratore. Il verdetto è una sconfitta ai punti patita contro Ermanno Izzi il 15 luglio 1944. Si riscatta prontamente il 13 agosto 1944, sconfiggendo Izzi in quella che sarà la prima di una serie di vittorie che gli procureranno fama e successi.

### Il primo assalto al titolo
Perde con il futuro campione d'Europa del Pesi piuma Ermanno Bonetti. Combatte per la prima volta, forse prematuramente, per il titolo italiano dei piuma a Livorno il 14 luglio 1946 perdendo per KO al 7º round contro il grossetano Federico Cortonesi.
Dopo questo stop sale sul ring contro i più forti pesi piuma italiani battendo il romagnolo Danilo Pasotti, il fiumano Ulderico Sergo ed il rodigino Enzo Correggioli e perdendo contro il reggiano Gino Bondavalli e l'altro astro capitolino Alvaro Nuvoloni.
Poi per Ceresani si infittiscono i match internazionali. Incontra l'ex campione europeo Al Phillips a Londra subendo un'ennesima sconfitta e stessa sorte gli tocca contro il francese Ray Famechon - futuro campione d'Europa e sfidante al titolo mondiale - che incontra a Roma il 16 dicembre 1948 al Teatro Jovinelli gremitissimo di pubblico.

### Campione d'Italia e sfidante al titolo europeo
Inaspettatamente, il 27 gennaio 1949, Cerasani si impone su Bondavalli nella semifinale per titolo italiano e  ha la possibilità di combattere di nuovo per la corona tricolore. Il 26 maggio successivo, sempre a Roma, strappa quindi a Enzo Correggioli, già sconfitto in un precedente incontro, il titolo di campione d'Italia.
Inizia quindi un periodo interessante per Cerasani. La frenetica attività internazionale del romano e la frequenza con cui combatte, gli consentono di diventare, a 24 anni, un pugile emergente e temuto. Difende quindi il titolo italiano pareggiando contro Dante Venturi a Terracina e vincendo contro l'ex-campione europeo dei pesi gallo Guido Ferracin per KO alla prima ripresa.
Perde poi il titolo contro Ernesto Formenti a Milano ma, in un incontro senza titolo in palio, di nuovo a Milano, mette Formenti KO alla prima ripresa.
Il 28 giugno 1951 Cerasani combatte ancora contro Ray Famechon per il titolo europeo dei piuma al Velodromo Vigorelli.  Davanti a circa 15.000 spettatori, il francese batte Cerasani per knock-out tecnico alla tredicesima ripresa.

### Il declino e il ritiro
Senza perdersi d'animo Cerasani tenta la riconquista del titolo italiano contro il triestino Nello Barbadoro ma quest'ultimo, sempre a Milano, prevale. La carriera di Cerasani continua positivamente soprattutto contro pugili europei, tra questi spicca la vittoria contro il picchiatore inglese Teddy Peckham e il pareggio con il campione di Germania Rudi Langer, sino al 3 marzo 1956 quando incontra il guardia destra ispano-marocchino Manolo Garcia, campione di Spagna, prossimo avversario di Duilio Loi e futuro sfidante al titolo europeo, che lo costringe all'abbandono alla quinta ripresa.
Dopo questa sconfitta e alla soglia dei 31 anni, Cerasani si ritira dal pugilato.

### Caratteristiche tecniche
Affettuosamente soprannominato dai tifosi romani Er palletta per la sua straordinaria capacità di muoversi rapidamente sul quadrato, è stato criticato da alcuni puristi per la tecnica non particolarmente sopraffina da lui espressa. Dotato di un pugno potentissimo, il suo cross sinistro era micidiale. Nella sua carriera ha vinto ben 31 volte prima del limite, cioè oltre il 50% delle vittorie complessivamente conseguite. Non aveva grandi caratteristiche da incassatore, perdendo per 8 volte a seguito di KO.